# سره الباتع (مسلسل)
سره الباتع هو مسلسل دراما مصري مأخوذ من رواية ليوسف إدريس يعرض في شهر رمضان 1444 هـ/2023. المسلسل من تأليف وإخراج خالد يوسف وبطولة أحمد فهمي، أحمد صلاح السعدني، شمس، حسين فهمي، أحمد عبد العزيز وحنان مطاوع.

## قصة المسلسل
ما بين الماضي والحاضر، تدور أحداث المسلسل حول السلطان حامد، وهو بطل شعبي ومجاهد في وقت الحملة الفرنسية يتحول لأسطورة لها أضرحة ومقامات في العديد من قرى مصر، وفي ذات الوقت حامد - صانع حلي- يكرس حياته لكشف سر السلطان ويجد نفسه هاربا من عصابات تهريب آثار.

## طاقم التمثيل
- أحمد السعدني
- حنان مطاوع
- أحمد فهمي
- ريم مصطفى
- حسين فهمي
- نجلاء بدر
- أحمد صفوت
- خالد أنور
- منة فضالي
- أحمد عبد العزيز

## فريق العمل
- إخراج: خالد يوسف
- تأليف: يوسف إدريس، خالد يوسف
- إنتاج: المتحدة للخدمات الإعلامية، سينرجي للإنتاج الفني، تامر مرسي
- غناء: محمد منير